# Lovrenc na Pohorju

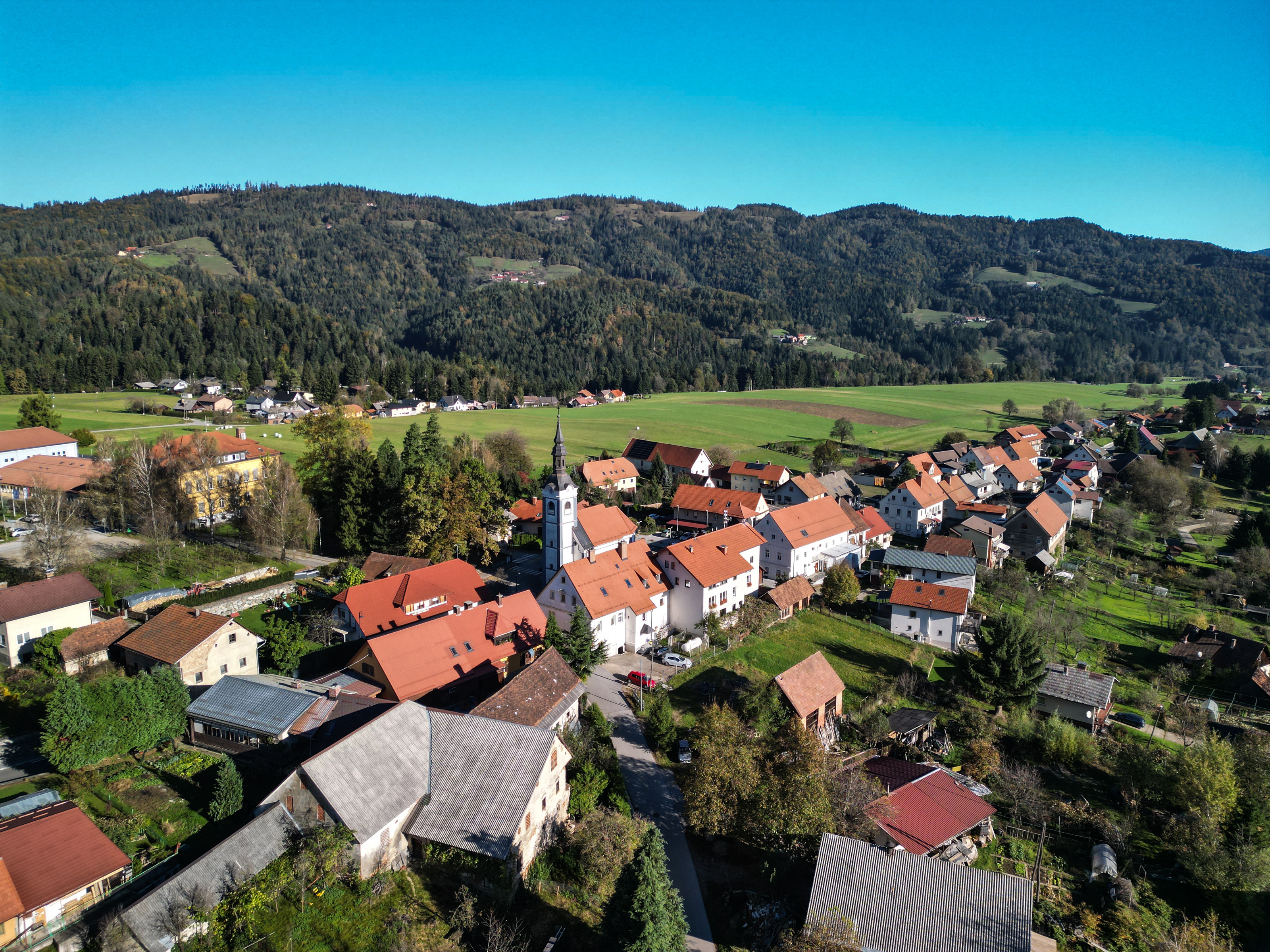
Ortszentrum von Lovrenc na Pohorju

Lovrenc na Pohorju (deutsch: Sankt Lorenzen am Bachern, historisch: St. Lorenzen an der Kärntnerbahn, später St. Lorenzen ob Marburg) ist der Hauptort und das Verwaltungszentrum der Gemeinde Lovrenc na Pohorju in Slowenien in der historischen Landschaft Spodnja Štajerska (Untersteiermark), Region Podravska.

## Lage
Der Ort liegt auf der Nordseite des Pohorje auf einem etwa 3 km² großen Hochplateau auf 400 bis 480 m ü. A, welches durch die beiden Bäche „Slepnica“ (Slebnitzbach) und „Radoljna“ (Radlbach) begrenzt wird.

## Geschichte
Das Gebiet des heutigen Lovrenc wurde erstmalig in einer Schenkungsurkunde des Grafen Engelbert I. von Spanheim, Gründer des Klosters Sankt Paul im Lavanttal, aus dem Jahr 1091 erwähnt. Demnach wurde dem Kloster das unbewohnte Gebiet entlang der Radimlahc geschenkt, um eine Klosterfiliale zu errichten. Zunächst wurde der Ort nach dem Bach Radoljna benannt, nämlich Radimlje. In Dokumenten bis zur Mitte des 13. Jahrhunderts findet man den Namen in verschiedenen Formen: Radimlahc, Redmil, Radmil, Radmilach und St. Lorenz in der Wüste. Etwa um 1222 erhielt der Ort die Marktrechte. Anfang des 15. Jahrhunderts wurde das erste Sägewerk der Region erbaut. Im Jahr 1910 erreicht die Zahl der Sägewerke mit 84 ihren Höhepunkt. Ab 1627 erlebte die Ortschaft einen Aufschwung durch den Bau der Wallfahrtskirche Maria Hilf in der Wüste im Weiler Maria-Wüste (heute Puščava). 1766 wurde die heutige Pfarrkirche erbaut. Im 19. Jahrhundert wurde in der Region Eisen und Glas produziert und verarbeitet. Von 1863, dem Eröffnungsjahr der Kärntner Bahn (heute Drautalbahn), trug der Ort den offiziellen Namen St. Lorenzen an der Kärntnerbahn. 1895 wurde er in St. Lorenzen ob Marburg umbenannt. Der Name wurde 1952 von Sveti Lovrenc na Pohorju (St. Lorenzen am Bachern) in Lovrenc na Pohorju geändert.